# Diocèse de Kabale

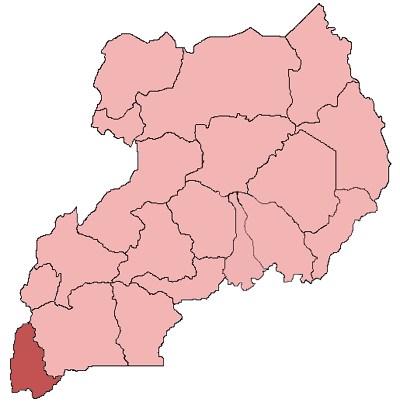
Situation du diocèse.

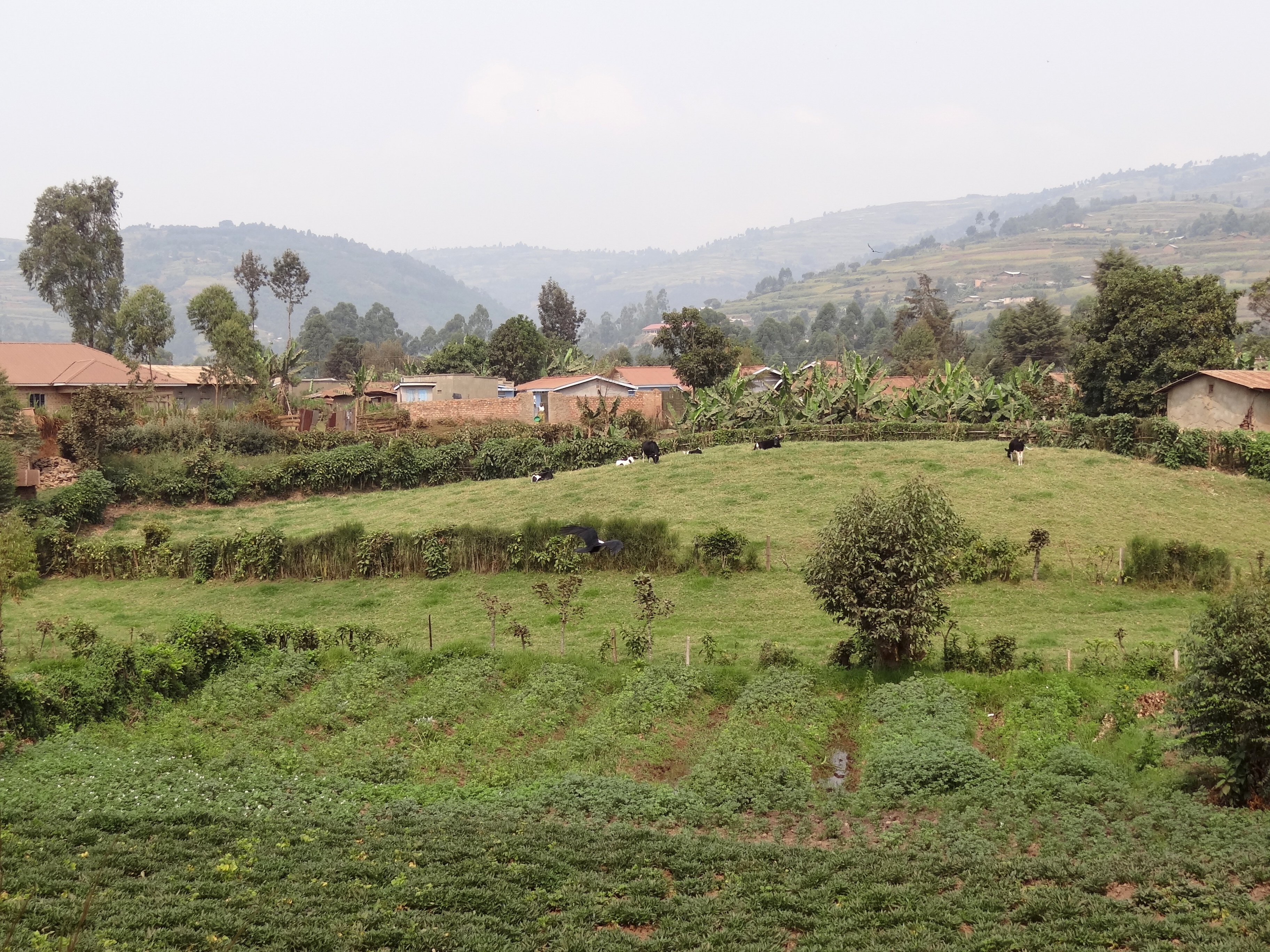
La campagne dans le district de Kabale.

Le diocèse de Kabalé (Dioecesis Kabalenensis) est un siège de l'Église catholique en Ouganda suffragant de l'archidiocèse de Mbarara. Il comptait en 2013 un nombre de 789.132 baptisés pour 1.723.716 habitants. Il est actuellement tenu par Mgr Callistus Rubaramira.

## Territoire
Le diocèse comprend les districts de Kabale, Kanungu et Kisoro dans la province occidentale de l'Ouganda.
Le siège épiscopal se trouve à Kabale, à la cathédrale de Notre-Dame-du-Bon-Pasteur.
Le territoire est subdivisé en 30 paroisses.

## Histoire
Le diocèse est érigé le 1er février 1966 par la bulle Quod Sacrum Consilium de Paul VI, recevant son territoire du diocèse de Mbarara (aujourd'hui archidiocèse).

## Statistiques
En 2013, selon l'Annuaire pontifical de 2014, le diocèse compte 789.132 baptisés pour 1.723.716 habitants (45,8%) avec 107 prêtres (dont 94 diocésains et 13 réguliers), soit un prêtre pour 7.375 habitants, ainsi que 71 religieux et 76 religieuses dans 30 paroisses.